# وینگو اکسپرس
وینگو اکسپرس (به انگلیسی: Wingo xprs) یک شرکت هواپیمایی است که در تاریخ ۲۰۰۷ میلادی تأسیس شده است. دفتر مرکزی وینگو اکسپرس در تورکو، فنلاند واقع شده‌است و به ۶ مقصد، پرواز مستقیم انجام می‌دهد.